# Elias P. S. Guastavino
Elías Pablo Santiago Guastavino Ureta (Santa Fe, 11 de diciembre de 1930 - 2 de abril de 1999) fue un abogado, procurador general de la Nación y ministro de la Corte Suprema de Justicia de Argentina.

## Actuación docente y judicial
Estudió en la Facultad de Ciencias Jurídicas y Sociales de la Universidad del Litoral donde se recibió de abogado en 1954 y obtuvo su doctorado en 1956. Años después fue nombrado decano de esa Facultad.
Fue profesor titular de Derecho Civil en la Facultad de Derecho de la Universidad Nacional de Rosario y en la Católica de Rosario.
Procurador general de la Nación. Juez de la Corte Suprema de la Nación. Miembro honorario de la UNL. Profesor de la Facultad de Ciencias Jurídicas y Sociales de la UNL.
Elias Guastavino falleció el 2 de abril de 1999.

## Premios
Fue galardonado con el Premio Nacional de Derecho Privado otorgado por la Academia Nacional de Derecho y Ciencias Sociales de Córdoba.
En 1996 recibió el Diploma al Mérito en Derecho Administrativo, Tributario y Penal otorgado por la Fundación Konex.

## Obras
- Recurso extraordinario de inconstitucionalidad
- Cuestiones tributarias judiciables
- Tratado de la jurisdicción administrativa y su revisión judicial (2 tomos)
- Tendencias de la Jurisdicción administrativa primaria
- Evolución normativa de la jurisdicción administrativa y de su revisión judicial
- Derecho Patrimonial de familia
- Bien de familia
- Colación de Deudas
- Pactos sobre herencias futuras
- Actos fiduciarios
- La propiedad participada y sus fideicomisos
- Contrato de ahorro previo
- Indemnizaciones por la actividad lícita lesiva del. Estado
- Evocación de Papiniano